# پسر یک واعظ
«پسر یک واعظ» (به انگلیسی: Son of a Preacher Man) ترانه‌ای است که زوج جان هرلی و رونی ویلکینز آن را نوشته‌اند و اولین‌بار در سال ۱۹۶۸ توسط داستی اسپرینگفیلد ضبط شده‌است. «پسر یک واعظ» که یکی از قطعه‌های آلبوم داستی در ممفیس بود هم در ایالات متحدهٔ آمریکا و هم در اروپا با استقبال روبرو شد و در چند کشور جزو ۱۰ ترانهٔ پرفروش روز شد، گرچه خود آلبوم با شکست تجاری مواجه شد.
ترانه از زبان دختری روایت می‌شود که داستان عشقش به پسری به نام بیلی رِی را تعریف می‌کند. پدر بیلی یک واعظ است و هر وقت با پدرش برای موعظه به خانهٔ دختر می‌روند او در حیاط پُشتی با راوی عشقبازی می‌کند.
هرلی و ویلکینز «پسر یک واعظ» را به‌قصد اجرا توسط آرتا فرانکلین نوشته بودند که از قضا دختر یک واعظ سرشناس بود. اما در نهایت ترانه به اسپرینگفیلد رسید و این موقعیتی بود که او با آن توانایی‌هایش در خوانندگی را ثابت کرد. با این‌که طی چند دهه خوانندگان دیگری از جمله آرتا فرانکلین این قطعه را بازخوانی کرده‌اند، همهٔ آن‌ها به‌نوعی وام‌دار نسخهٔ اسپرینگفیلد هستند.
مجلهٔ Rolling Stone در سال ۲۰۰۳ و در انتخاب «۵۰۰ ترانهٔ برتر همهٔ زمان‌ها»، جایگاه ۲۴۲ را به «پسر یک واعظ» اخنصاص داد. این در حالیست که ان‌ام‌ئی در سال ۲۰۱۴ و در گزینشی مشابه، این ترانه را در ردهٔ ۱۴۰ فهرستش قرار داد.

## بازخوانی‌ها
- ۱۹۶۹ - پگی لیتل «پسر یک واعظ» را در اولین آلبومش با نام یه ذره از پگی کاور کرد که تا ردهٔ چهلم جدول ترانه‌های داغ کانتری صعود کرد.[۶]
- ۱۹۶۹ - سیلویا ورتامار این ترانه را به زبان سوئدی و با نام «En Lärling På Våran Gård» اجرا کرد.[۷]
- ۱۹۷۰ - آرتا فرانکلین در آلبوم این دختر عاشق توست «پسر یک واعظ» را کاور کرد.[۸]
- ۱۹۷۵ - تانیا تاکر در آلبومی که هم‌نام خودش بود «پسر یک واعظ» را بازخوانی کرد.[۹]
- ۲۰۰۴ - شری آستین نسخهٔ جدیدی از «پسر یک واعظ» را اجرا کرد که در زمان انتشارش در ایالات متحده تا ردهٔ چهل و ششم جدول ۱۰۰ تک‌آهنگ داغ بیلبورد صعود کرد.[۱۰]
- ۲۰۰۶ - جاس استون در مراسمی که طی آن داستی اسپرینگفیلد به‌عنوان عضو جدید تالار مشاهیر موسیقی بریتانیا معرفی شد «پسر یک واعظ» را زنده اجرا کرد.[۱۱] با وجود اجرای گروه‌ها و چهره‌هایی مثل بون جووی، جیمز براون و پرینس در مراسم آن شب، استون ۱۹ ساله به‌نوعی صحنه را از آن خود کرد و نمایش او تحسین حاضران را برانگیخت.[۱۲]
- ۲۰۱۶ - تام گاس نسخهٔ جدیدی از ترانه را با مضمون همجنس‌گرایی مردانه منتشر کرد. ویدئوی این ترانه داستان دو نوجوان همجنسگرا را روایت می‌کند که تلاش می‌کنند جنسیت و احساس‌شان به یکدیگر را درک کنند.[۱۳]